# نائب رئيس شؤون المرأة والأسرة
نائب رئيس شؤون المرأة والأسرة هو منصب وزاري في إيران، ويرأسه أحد نواب رئيس الجمهورية الإيرانية.

## تاريخ
قبل الثورة الإيرانية عام 1979، خدمت امرأة واحدة فقط بنفس الصفة. شغلت مهناز أفخامي منصبها كوزيرة حكومية مسؤولة عن شؤون المرأة تحت إدارة رئيس الوزراء أمير عباس هويدا.
عُينت شهلا حبيبي كرئيسة «مكتب شؤون المرأة» الحديث  ومستشارة في عام 1992. وبحسب ما ورد كانت نائبتها معصومة ابتكار «القوة الدافعة الرئيسية» وراء إنشاء المكتب.  تم تغيير اسم المكتب إلى «مركز شؤون مشاركة المرأة» تحت إدارة محمد خاتمي وظل دوره استشاريا، وعُيينت زهرة شجاعي رئيسة له.  في عهد محمود أحمدي نجاد، تمت إعادة تسمية المكتب إلى «مركز شؤون المرأة والأسرة» في عام 2005، وهو تغيير يشير إلى الموقف المحافظ تجاه النساء. عملت نسرين سلطانة، وزهرة طبيب زاده نوري، ومريم مجتهد زاده في منصب رئاسة المكتب حتى عام 2013، عندما تمت ترقية رئيس المكتب إلى نائب رئيس الجمهورية الإيرانية.
| اسم                 | مكتب                        | الوقت في المكتب | المُنصب              |
| ------------------- | --------------------------- | --------------- | ------------------- |
| مهناز أفخامي        | وزير بلا حقيبة لشؤون المرأة | 1976-1978       | أمير عباس حبيدة     |
| شهلا حبيبي          | مكتب شؤون المرأة            | 1992-1997       | أكبر هاشمي رفسنجاني |
| زهرة شجاعي          | مركز شؤون مشاركة المرأة     | 1998-2005       | محمد خاتمي          |
| نسرين سلطانة        | مركز شؤون المرأة والأسرة    | 2005-2006       | محمود احمدينجاد     |
| زهرة طبيب زاده نوري | مركز شؤون المرأة والأسرة    | 2006-2009       | محمود احمدينجاد     |
| مريم مجتهد زاده     | مركز شؤون المرأة والأسرة    | 2009-2013       | محمود احمدينجاد     |

## نواب الرئيس
| الرقم | الرقم | لوحة   | اسم              | مدة في المنصب | مدة في المنصب         | الانتماء                          | رئيس             |
| الرقم | الرقم | لوحة   | اسم              | يفترض         | اليسار                | الانتماء                          | رئيس             |
| ----- | ----- | ------ | ---------------- | ------------- | --------------------- | --------------------------------- | ---------------- |
|       | 1     | </img> | مريم مجتهد زاده  | 27 يوليو 2013 | 8 أكتوبر 2013         | غير معروف                         | محمود أحمدي نجاد |
|       | 2     | </img> | شهيندخت مولاوردي | 8 أكتوبر 2013 | 9 أغسطس 2017          | جبهة المشاركة الإسلامية الإيرانية | حسن روحاني       |
|       | 3     | </img> | معصومة ابتكار    | 9 أغسطس 2017  | 1 سبتمبر 2021         | جبهة المشاركة الإسلامية الإيرانية | حسن روحاني       |
|       | 4     |        | انسيه الخزعلي    | 1 سبتمبر 2021 | مايجب في الوضع الراهن | غير معروف                         | ابراهيم رئيسي    |